# Білоцерківка (Миргородський район)
Білоцеркі́вка — село Миргородського району Полтавської області. Населення станом на 2001 рік становило 699 осіб. Є адміністративним центром Білоцерківської сільської об'єднаної територіальної громади.

## Географія
Село Білоцерківка знаходиться на лівому березі річки Псел, вище за течією на відстані 1 км розташоване село Лугове, нижче за течією на відстані 1 км розташоване село Бірки, на протилежному березі — села Красногорівка та Герусівка. Примикає до села Коноплянка. Поруч з селом протікає річка Гнилиця. До села примикає сосновий масив. Через село проходить автомобільна дорога М03 (Київ — Харків).
Село знаходиться за 18 км від селища Велика Багачка та за 19 км від залізничної станції Сагайдак.

## Історія
Білоцерківка заснована наприкінці XVI століття вихідцями з Правобережної України.
За свідченням істориків О. А. Грановського та Л. В. Падалки село засноване в першій половині XVII ст..
У першій половині XVII ст. до визвольної війни українського народу 1648—1654 років вона належала польському магнатові Яремі Вишневецькому. У роки війни стала слобідкою з населенням 225 чол. Входила до Балакліївської сотні Полтавського полку.
Королівський привілей шляхтичу Яну Клосинському, власнику Багачки (Велика Багачка), на закладення у слобідці Білоцерківка (на кордоні Багачанської маєтності) містечка виданий у Варшаві 30 жовтня 1646 року. У 1660 році воно стало центром однойменної сотні у складі Полтавського полку. Наступного року Білоцерквіську сотню підпорядковано Кременчуцькому полкові, у 1663 році — Миргородському полкові. У 1665–1672 роках сотня знову перебувала у складі Полтавського полку, а від 1672 року — знову у складі Миргородського полку.
1669 року згадується як містечко Миргородського полку.
У січні 1696 року Білоцерківку спалили кримські татари. Від 19 січня до 14 березня 1709 року була зайнята шведськими військами. Козаки Білоцерківської сотні брали участь у боротьбі проти шведів.
У XVIII ст. підпадає під владу поміщиків Базилевських.
До 1764 року Білоцерківка була у складі Миргородського полку, потім — Голтвянського повіту Новоросійської губернії, від 1781 року — Київського намісництва. Діяли Успенська, Воскресенська та Михайлівська церкви зі школами грамоти, церковнопарафіяльна та міністерська школи.
У 1777—1781 роках відбувся відкритий виступ селян проти покріпачення значної частини місцевих козаків поміщиком Базилевським, селяни спалили панський маєток.
З 1803 до 1918 р. Білоцерківка — позаштатне містечко однойменної волості Хорольського повіту Полтавської губернії.
Під час голоду в 1840 році доведені до відчаю селяни спалили будинок та економію поміщиці Базилевської.
У 40-х роках XIX ст. відкрилося парафіяльне училище Полтавської палати державних маєтностей.
За ревізією 1859 року в містечку було 563 двори, 3445 жителів, 4 православних церкви, поштову станцію, станову квартиру, проводилось 4 ярмарки на рік.
У 1885 році колишнє державне і власницьке містечко при затоці річки Псел мало 62 двори і 350 жителів, волосне управління, 3 православні церкви, єврейський молитовний будинок, школу, поштову станцію, 5 постоялих дворів, 7 лавок, ринок, проводилось 4 ярмарки на рік, діяли 3 кузні, водяний млин, цегельний завод.
У 1885 року козаки з сім'ями "Хоральського повіту, селища та волості Білоцерківської" Василенка, Беркутенка, Піданова, Гуденка, переселилися на Північний Кавказ, р-н м. Нальчика та заснували там село Ново-Іванівське.
У січні 1918 року у селі розпочалась радянська окупація.
У 1920 році Білоцерківка відійшла до Хорольського повіту Кременчуцької губернії.
Від 1923 до 1930 року Білоцерківка була районним центром Полтавської округи, після розформування району увійшла до складу новоутвореного Великобагачанського району.
28 листопада 1921 року був створений комнезам.
У 1932–1933 роках внаслідок Голодомору, організованого радянською владою під керівництвом КПРС, у селі загинуло 460 мешканців. Збереглися свідчення про Голодомор місцевих жителів, серед яких Картуша Н. П., Овчаренко Н. В., Сивокінь М. М. (1932 р. н.).
У період німецько-фашистської окупації (14 вересня 1941 — 24 вересня 1943) на примусові роботи до Німеччини вивезено 119 чол. Жителі села боролися проти ворога у складі партизанського загону.
У 1957 році було споруджено пам'ятники: на могилі радянських воїнів, що полягли 1943 року при визволенні села, та воїнам-односельцям, які загинули (154 чол.) під час Німецько-радянської війни.
У 1966 році в селі була розташована центральна садиба колгоспу «Жовтень», який спеціалізувався на виробництві зерна, буряків і тваринницької продукції. За ним було закріплено 5964 га земельних угідь. В Білоцерківці містилося також Псільське лісове господарство, яке щороку насаджувало 100—200 га лісу. Був маслозавод, гідроелектростанція.
У 1966 в Білоцерківці була лікарня на 35 ліжок, аптека, клуб, бібліотека, середня школа. Населення становило 461 чол. Сільській раді були підпорядковані населені пункти Баланди, Бірки, Вишневе, Герусівка, Дзюбівщина, Киричаї (нині не існує), Коноплянка, Красногорівка, Круча (нині не існує), Кут (нині не існує), Лугове, Морозівщина, Сидорівщина, Солонці (нині не існує) та Стінки.
У 1990 році населення села становило 729 осіб.
У 1991 році в Білоцерківці були колгосп «Жовтень» (зерново-буряково-тваринницького напряму), колгоспна ГЕС, будинок побуту, середня школа, лікарня, дитсадок, Будинок культури на 400 місць, бібліотека (14,3 тис. одиниць літератури).
13 серпня 2015 року шляхом об'єднання Балакліївської, Білоцерківської, Бірківської та Подільської сільських рад Великобагачанського району була утворена Білоцерківська сільська об'єднана територіальна громада з адміністративним центром у с. Білоцерківка.

## Відомі люди
- Білоцерківську школу закінчили уродженці с. Красногорівки Герої Радянського Союзу С. Й. Василенко (1921—1994) та Ф. О. Василенко (1911—1983)

### Уродженці
- Яновський Іван Петрович (1856—1900) — історик церкви, педагог
- Рибчинський Ігор Всеволодович (1917—?) — український режисер та актор, народний артист УРСР (1975)
- Феофіл (Ігнатович) (1726—1788) — український релігійний діяч, єпископ Російської православної церкви, єпископ Чернігівський та Новгород-Сіверський

### Тарас Шевченко і Білоцерківка
У 1845 Тарас Шевченко кілька разів переправлявся в Білоцерківку поромом через Псел. Під час переправи він розмовляв з поромниками, слухав перекази старожилів про турбаївське повстання.
Згадки про село і білоцерківську пані-скнару є в повісті «Близнецы».

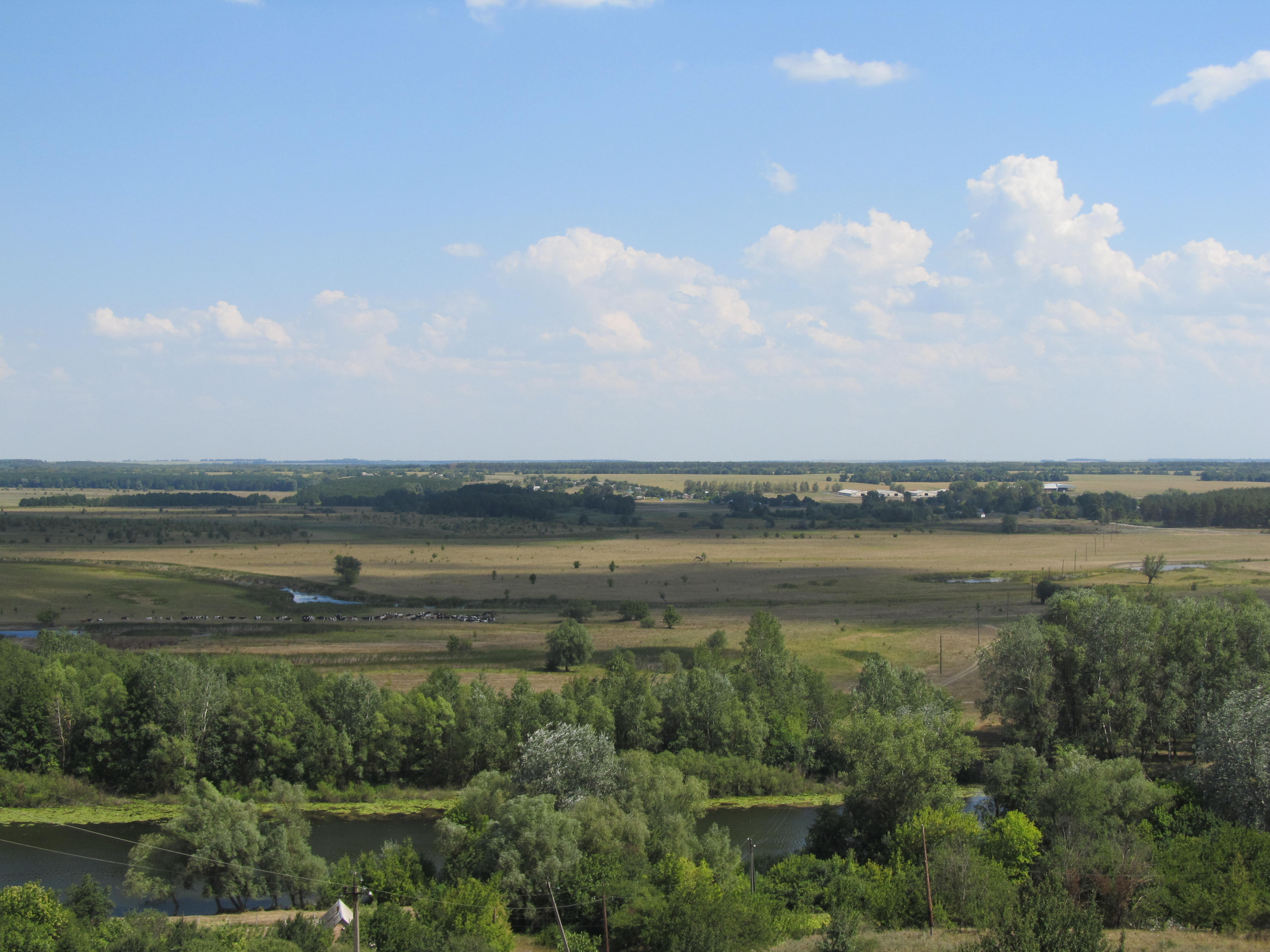
Ландшафтний заказник місцевого значення «Географічний центр Полтавщини»

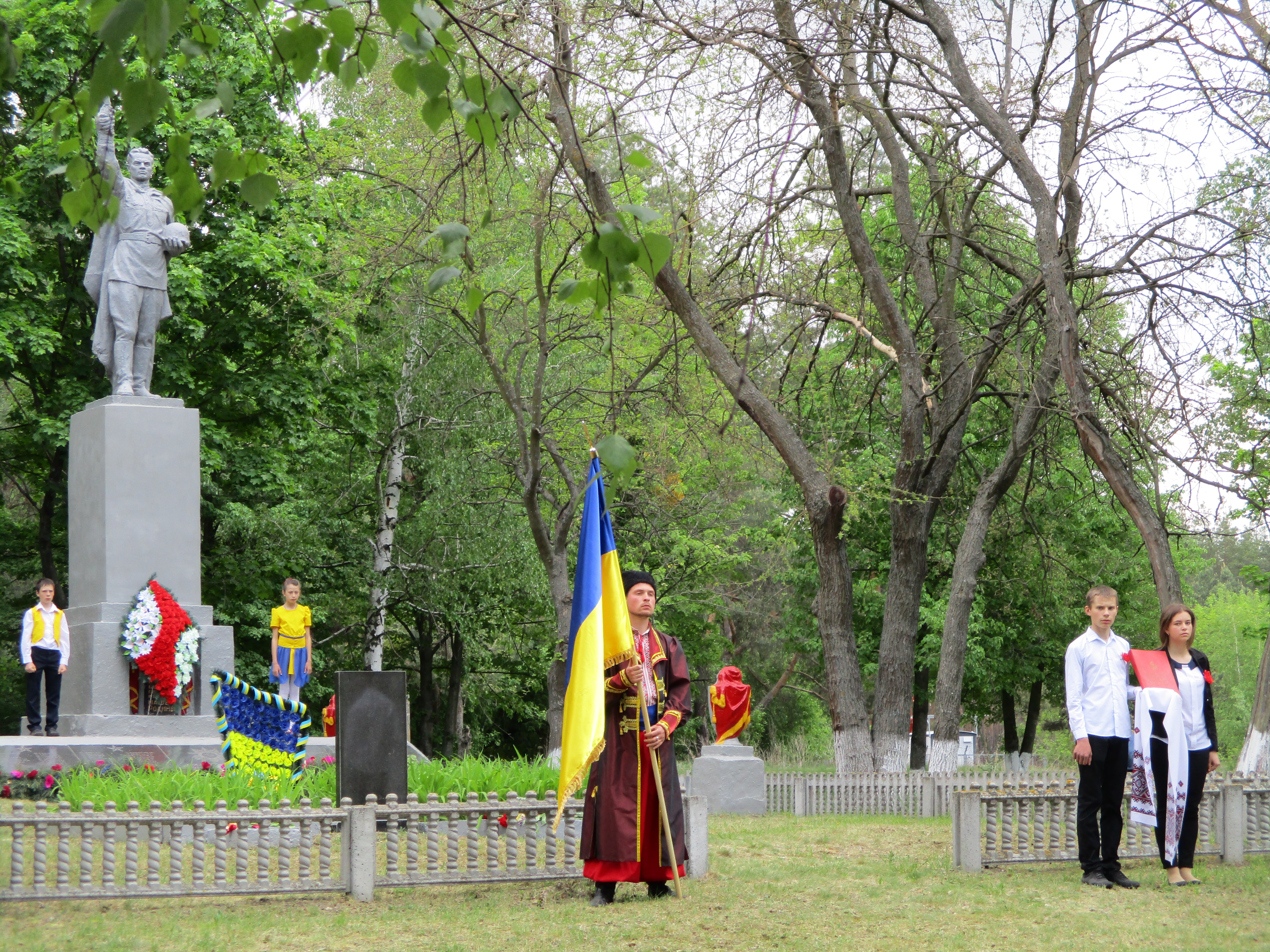
Братська могила учасників встановлення радянської влади, радянських воїнів, пам'ятник землякам

## Населення

### Мова
Розподіл населення за рідною мовою за даними перепису 2001 року:
| Мова       | Кількість | Відсоток |
| ---------- | --------- | -------- |
| українська | 682       | 97.57%   |
| російська  | 13        | 1.86%    |
| білоруська | 4         | 0.57%    |
| Усього     | 699       | 100%     |

## Об'єкти соціальної сфери
- Білоцерківська загальноосвітня школа І-III ступенів
- Будинок культури на 400 місць
- Бібліотека

## Пам'ятки історії
- Братська могила учасників встановлення радянської влади, радянських воїнів, пам'ятник землякам
- Могила комісара танкового батальйону М. С. Черних
- Меморіальна дошка на честь Героїв Радянського Союзу Ф. О. Василенка, С. Й. Василенка, уродженців села Красногорівка, що закінчили Білоцерківську школу
- Поблизу села знаходиться ландшафтний заказник місцевого значення «Географічний центр Полтавщини»
- Поблизу села — поселення черняхівської культури